# Kolhapur (Distrikt)
Der Distrikt Kolhapur (Marathi: कोल्हापूर जिल्हा) ist einer von 35 Distrikten des Staates Maharashtra in Indien.
Die Stadt Kolhapur ist Verwaltungssitz des Distrikts. Die letzte Volkszählung im Jahr 2011 ergab eine Gesamtbevölkerungszahl von 3.876.001 Menschen.

## Geschichte
Von vorchristlicher Zeit bis ins Jahr 1347 wurde das Gebiet – wie die ganze Region – von diversen buddhistischen und hinduistischen Herrschern regiert. Der erste namentlich bekannte Staat war das Maurya-Reich, die letzte nichtmuslimische Dynastie waren die Yadavas von Devagiri.
Nach jahrzehntelangen militärischen Auseinandersetzungen mit muslimischen Regenten im Norden Indiens erfolgte 1347 die Besetzung durch muslimische Truppen. Danach herrschten bis ins Jahr 1700 verschiedene muslimische Dynastien (Sultanat Delhi, Bahmani, Dekkan-Sultanate und die Großmoguln). Im Jahr 1700 wurde das Gebiet unter dem Namen Kolhapur Gadi (Kolhapur (Staat); auch Karavira oder Karvir genannt) ein unabhängiger Teil innerhalb des hinduistischen Marathenreichs. 1812 stellte sich der damalige Herrscher Sivaji III. unter britische Schutzherrschaft. Kolhapur wurde ein unabhängiger Fürstenstaat innerhalb des Britischen Empires. 1817 kämpften seine Truppen auf britischer Seite gegen die Marathen. Die Briten übten ihre Herrschaft fortan durch Rajas aus. Das Fürstentum gehörte zur Kolhapur and Southern Maratha Agency innerhalb der britischen Verwaltungsregion Bombay Presidency. Mit der Unabhängigkeit Indiens 1947 und der Neuordnung des Landes wurde es am 1. März 1949 Teil des neuen Bundesstaats Bombay. Im Jahre 1960 wurde Bombay geteilt und das Gebiet kam zum neu geschaffenen Bundesstaat Maharashtra.

## Bevölkerung

### Bevölkerungsentwicklung
Wie überall in Indien wächst die Einwohnerzahl im Distrikt Kolhapur seit Jahrzehnten stark an. Die Zunahme hat sich in den Jahren 2001–2011 allerdings verlangsamt und betrug nur noch knapp 10 Prozent (10,01 %). In diesen zehn Jahren nahm die Bevölkerung dennoch um mehr als 350.000 Menschen zu. Die genauen Zahlen verdeutlicht folgende Tabelle:

### Bedeutende Orte
Einwohnerstärkste Ortschaft des Distrikts ist Kolhapur mit beinahe 550'000 Bewohnern. Weitere bedeutende Städte mit einer Einwohnerschaft von mehr als 25.000 Menschen sind Ichalkaranji, Jaysingpur, Kabnur, Kagal, Uchgaon, Hupari, Gadhinglaj und Vadgaon Kasba. Die städtische Bevölkerung macht nur 31,73 Prozent der gesamten Bevölkerung aus.

### Bevölkerung des Distrikts nach Bekenntnissen
Eine klar überwiegende Mehrheit der Bevölkerung sind Hindus. Bedeutende religiöse Minderheiten sind die Muslime und Dschainas. Die genaue religiöse Zusammensetzung der Bevölkerung zeigt folgende Tabelle:
| Jahr                                | Buddhisten | Buddhisten | Christen | Christen | Hindus    | Hindus  | Jainas  | Jainas | Muslime | Muslime | Sikhs | Sikhs  | Andere | Andere | keine Angaben | keine Angaben | Total     | Total    |
| Jahr                                | Zahl       | %          | Zahl     | %        | Zahl      | %       | Zahl    | %      | Zahl    | %       | Zahl  | %      | Zahl   | %      | Zahl          | %             | Einwohner | %        |
| ----------------------------------- | ---------- | ---------- | -------- | -------- | --------- | ------- | ------- | ------ | ------- | ------- | ----- | ------ | ------ | ------ | ------------- | ------------- | --------- | -------- |
| 2001                                | 37.932     | 1,08 %     | 16.078   | 0,46 %   | 3.077.263 | 87,34 % | 147.285 | 4,18 % | 236.875 | 6,72 %  | 2.082 | 0,06 % | 2.288  | 0,06 % | 3.359         | 0,10 %        | 3.523.162 | 100,00 % |
| Quelle: Volkszählung in Indien 2001 |            |            |          |          |           |         |         |        |         |         |       |        |        |        |               |               |           |          |

### Bevölkerung des Distrikts nach Sprachen
Eine klar überwiegende Mehrheit der Bevölkerung spricht Marathi. Bedeutende sprachliche Minderheiten mit mehr als 100.000 Muttersprachlern sind Urdu und Kannada. Hindi (mit Hindi-Dialekten rund 126.000 Personen), Marwari (Hindi-Dialekt mit Marathi-Einflüssen), Telugu, Sindhi und Gujarati (14.285) werden von jeweils über 10.000 Menschen als Muttersprache gesprochen. Die genaue sprachliche Zusammensetzung der Bevölkerung zeigt folgende Tabelle:
| Jahr                                | Marathi   | Marathi | Urdu    | Urdu   | Kannada | Kannada | Hindi  | Hindi  | Marwari | Marwari | Telugu | Telugu | Sindhi | Sindhi | Andere | Andere | Total     | Total    |
| Jahr                                | Zahl      | %       | Zahl    | %      | Zahl    | %       | Zahl   | %      | Zahl    | %       | Zahl   | %      | Zahl   | %      | Zahl   | %      | Einwohner | %        |
| ----------------------------------- | --------- | ------- | ------- | ------ | ------- | ------- | ------ | ------ | ------- | ------- | ------ | ------ | ------ | ------ | ------ | ------ | --------- | -------- |
| 2001                                | 3.098.567 | 87,95 % | 120.583 | 3,42 % | 100.235 | 2,85 %  | 86.642 | 2,46 % | 29.324  | 0,83 %  | 17.167 | 0,49 % | 15.323 | 0,43 % | 55.321 | 1,57 % | 3.523.162 | 100,00 % |
| Quelle: Volkszählung in Indien 2001 |           |         |         |        |         |         |        |        |         |         |        |        |        |        |        |        |           |          |